# Biobläck
Biobläck, eller bioink på engelska, är material som utvecklats för 3D-bioskrivning. Biobläck efterhärmar däggdjurscellers extracellulära matrix för att understödja vidhäftningen, celldelningen och differentieringen. Biobläck skiljer sig från traditionella biomaterial såsom hydrogeler, polymernätverk och skumställningar genom sin förmåga att beläggas som trådar genom en friformsframställningsprocess. Till skillnad från traditionella additiva tillverkningsmaterial såsom termoplastpolymerer, keramiker och metaller som kräver starka lösningsmedel, korslänkade modaliteter eller höga temperaturer för att kunna skrivas, så används biobläck under mycket mildare omständigheter. Dessa milda omständigheter är nödvändiga för att säkerställa kompatibiliteten med levande celler och förhindra nedbrytning av bioaktiva molekyler och makroproteiner. Dessa biobläck har ofta skapats utifrån existerande hydrogelbiomaterial och härletts från naturliga polymerer såsom gelatin, alginat, fibrin, chitosan och hyaluronsyra som är känsliga för processomständigheterna.
Skillnader från traditionella 3D-skrivmaterial:
- Skrivs vid mycket lägre temperaturer (37 °C eller lägre)
- Milda korslänkningsparametrar
- Naturlig härstamning
- Bioaktiva
- Möjliga att använda för att manipulera celler